# Deconstructing Harry
Deconstructing Harry (distribuida en castellano como Desmontando a Harry o como Los secretos de Harry o como Los enredos de Harry) es una película de comedia de 1997 escrita y dirigida por Woody Allen. Esta película cuenta la historia de un escritor llamado Harry Block, interpretado por Allen, que se inspira en personas que conoce en la vida real y en eventos que le sucedieron, causando a veces que estas personas se alejen de él como resultado.
La trama central presenta a Block conduciendo a una universidad de la que una vez fue expulsado, con el fin de recibir un título honorario. Tres pasajeros lo acompañan en el viaje: una prostituta, un amigo y su hijo, a quien ha secuestrado de su exesposa. Sin embargo, hay muchos analepsis, segmentos tomados de la escritura de Block, e interacciones con sus propios personajes ficticios. Deconstructing Harry recibió críticas moderadamente positivas por parte de los críticos.

## Argumento
Harry Block (Woody Allen; el apellido hace referencia al writer's block, el bloqueo de escritor; es posible que se trate también de una referencia a Antonius Block, protagonista de El séptimo sello, de Ingmar Bergman) acaba de publicar una novela en la que ventila todos los pormenores de su vida privada. Rechazado por sus allegados por sus indiscreciones, no hay nadie que lo acompañe a recibir un premio que le otorgará la universidad donde asistió y de la que lo habían despedido en el pasado. Así que secuestra a su hijo (ante la negativa de la madre, su exesposa, a que este lo acompañe), recoge a una prostituta y realiza el viaje. Durante este viaje, muchos de sus personajes de ficción tomarán vida e irán confundiéndose con la realidad.

## Reparto
- Caroline Aaron como Doris.
- Woody Allen como Harry Block.
- Kirstie Alley como Joan.
- Bob Balaban como Richard.
- Richard Benjamin como Ken.
- Eric Bogosian como Burt.
- Billy Crystal como Larry.
- Judy Davis como Lucy.
- Jennifer Garner como mujer en el ascensor.
- Paul Giamatti como el profesor Abbott.
- Hazelle Goodman como Cookie.
- Viola Harris como Elsie.
- Mariel Hemingway como Beth Kramer.
- Amy Irving como Jane.
- Shifra Lerer como Dolly.
- Eric Lloyd como Hilliard.
- Julia Louis-Dreyfus como Leslie.
- Tobey Maguire como Harvey Stern.
- Demi Moore como Helen.
- Elisabeth Shue como Fay.
- Stanley Tucci como Paul Epstein.
- Robin Williams como Mel.
- Lynn Cohen como la madre de Janet.

## Recepción
Deconstructing Harry obtuvo un 71% de aprobación en Rotten Tomatoes y un 61 de 100 en Metacritic.